# Царева наречена

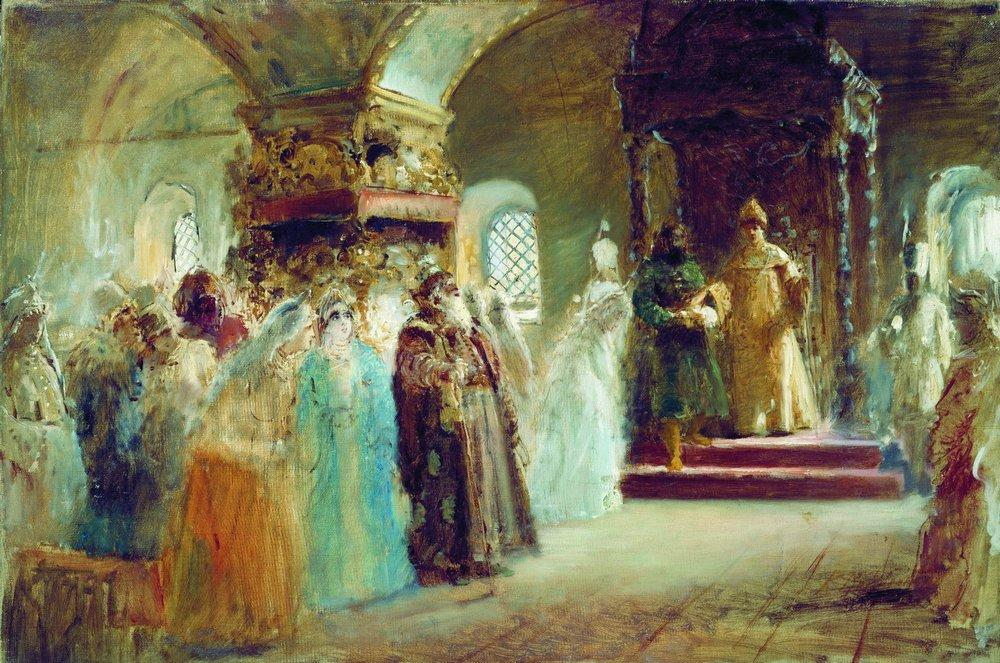
Костянтин Маковський. Ескіз картини «Вибір нареченої царем Олексієм Михайловичем»

«Царева наречена» — опера на 4 дії російського композитора Миколи Андрійовича Римського-Корсакова за драмою Лева Мея в обробці Іллі Тюменева. Перша постановка відбулася 22 жовтня 1899 року в театрі Московського товариства приватної російської опери.

## Зміст
Дія відбувається в Олександрівській слободі восени 1572 року.
Перша дія. Боярин Грязной у важкому роздумі: він гаряче полюбив Марфу, але вона посватана за Івана Ликова. Щоб забутися, Грязной влаштовує гулянку. Приходять гості, серед них — Іван Ликов, який нещодавно повернувся з поїздки по Європі, царський лікар Єлисей Бомелій, Малюта Скуратов. Григорій представляє свою коханку Любашу. Коли гості стали йти, Грязной затримав Бомелія: «Є у мене приятель, обдало холодом йому сердечко краса дівиця». Бомелій відповідає, що є зілля, щоб дівчина полюбила, і погоджується його зробити. Їх розмову підслухала Любаша.
Друга дія : приворотне зілля. Після церковної служби на вулиці Марфа і Дуняша чекають Ликова. На дівчат звертає увагу вершник, що проїздив мимо, в якому вони не впізнали Івана Грозного. Незабаром з'являються Собакін і Ликов, всі йдуть до Собакіна. Увечері Любаша приходить до Бомелія і просить отруйне зілля. Натомість Бомелій вимагає любові, ставлячи Любашу в безвихідну ситуацію. Вона погоджується.
Третя дія: Вдома у Собакіна Ликов і Грязной в очікуванні. Цар зібрав на оглядини 2000 дівчат, з яких залишилося тільки 12, серед них Дуняша і Марфа. Побоюються, що цар може вибрати Марфу, тоді не бути її весілля з Ликовим. Грязной викликається бути на весіллі дружкою. Приходить Домна Сабурова та розповідає, що Іван Грозний «поклав око» на Дуняшу, і швидше за все нареченою бути їй. Грязной пропонує за це випити, наливає в келихи мед, Марфі підсипає зілля. Приходять Дуняша і Марфа, яка випиває мед із зіллям. Сабурова та Дуняша співають величальну пісню нареченим Ликову і Марфі. Несподівано в будинок приходять бояри на чолі з Малютою Скуратовим з новиною: цар вибрав за дружину саме Марфу.
Четверта дія. Перед весіллям Марфа живе в царських палатах, її губить невідома недуга. З'являється Грязной і говорить, що під тортурами Ликов зізнався, що хотів отруїти Марфу, за що за наказом царя страчений. Марфа в божевіллі приймає Грязного за Ликова. Грязной розуміє, що бажаючи приворожити Марфу, він її отруїв. Не витримавши, він зізнається в усьому: це він обмовив Ликова, він підсипав зілля для привороту, а воно виявилося отрутою. Просить бояр забрати його, але спершу розправитися з Бомелієм. З'являється Любаша і говорить, що зілля підмінив не Бомелій, а вона сама. Розповідає, що підслухала розмову і підмінила зілля, від якого Марфа зовсім зачахне й помре. У гніві Грязной вбиває Любашу і прощається з Марфою, яка в божевіллі знову приймає його за Ликова і співає «Приходь же завтра, Ваня».

## Перші постановки
- 22 жовтня 1899 — Москва, Товариство приватної опери (диригент Михайло Іпполітов-Іванов; реж. Шкафер; худ. Михайло Врубель);
- 30 жовтня 1901 — Петербург, Маріїнський театр (диригент Направника та Блуменфельд; худ. Іванов і Ламбін);

Серед виконавців: Нежданова, Барсова, Степанова, Катульска, Шпіллер, Шумська, І. Масленнікова (Марфа), Обухова, Златогорова, Давидова Борисенко Авдєєва (Любаша), Мігай, Ушаков, Кібкало (Грязной).
Постановки в інших містах: Гельсінкі (1906), Мінськ (1933, 1938, 1949), Харків (1937, 1940, 1945), Баку (1938, 1944), Тбілісі (1939, 1952), Єреван (1940), Алма-Ата (1940, 1946, 1957), Львів (1945), Ташкент (1945), Одеса (1946, 1957), Рига (1950), Вільнюс (1952), Душанбе (1953), Ашхабад (1956), Таллінн (1959) тощо.
Постановки за кордоном: (1902), Гельсінкі (1927), Париж (1911) Нью-Йорк (1922) Берлін (1923), Софія (1923), Любляна (1924), Загреб (1924), Лондон (1931) Таллінн (1932), Бріо (1934), Стокгольм (1945).

## Постановки в Україні
Оперна студія НМАУ імені Петра Чайковського.
- Режисер — заслужений діяч мистецтв України, професор — Петро Ільченко.
- Диригент — народний артист України, лауреат Національної премії України імені Тараса Шевченка, професор Василь Василенко.
- Балетмейстер — заслужений артист України — В'ячеслав Вітковський.